# 磐前郡
- 令制国一覧 > 東山道 > 陸奥国・磐城国 > 磐前郡
- 日本 > 東北地方 > 福島県 > 磐前郡

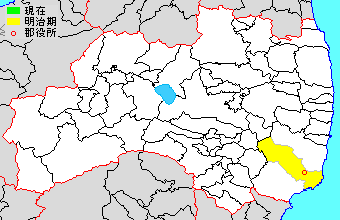
福島県磐前郡の範囲

磐前郡（いわさきぐん）は、現在の福島県浜通り南部（陸奥国・磐城国）にあった郡。

## 郡域
1878年（明治12年）に行政区画として発足した当時の郡域は、いわき市の一部（常磐・内郷・小名浜・鹿島町・好間町・三和町の各町大字、江名・折戸・中之作・永崎・洋向台・小川町のうち夏井川右岸（南・西側）・平の夏井川右岸地域）にあたる。
戦国時代ごろまでは、小川町のうち夏井川右岸（南・西側）地域・平のうち赤井地区を除く夏井川右岸地域・好間町・内郷小島町は当郡ではなく岩城郡だった。
文禄4年(1595年)の太閤検地では、石川郡平田村の北方(きたかた)・同郡古殿町の全域・東白川郡鮫川村の西山が、当郡域に入れられている。

## 歴史
磐城郡から分かれて「岩崎郡」として成立した。分立の時期は詳しくわかっていないが、平安時代とみられる。
江戸時代の寛文年間に表記が「磐前」に改められた。

### 近代以降の沿革
- 「旧高旧領取調帳」に記載されている明治初年時点での支配は以下の通り。（111村）

| 知行         | 知行             | 村数 | 村名 |
| ------------ | ---------------- | --- | --- |
| 幕府領       |                  | | |
| 幕府領       | 29村             | 湯本村、金成村、林城村、下船尾村、野田村、岩出村、住吉村、相子島村、上船尾村、下神白村、松久須根村、船戸村、米田村、走熊村、御代村、中島村、下大越村、米野村、岡小名村、永崎村、上神白村、上大越村、合戸村、上永井村、下永井村、中町村、西町村、藤間村、荒田目村 | |
| 藩領         | 陸奥磐城平藩     | 41村 | 愛谷村、上矢田村、下矢田村、飯田村、上高久村、三沢村、中之作村、中好間村、久保町村、沼ノ内村、神谷作村、吉野谷村、小泉村、下高久村、上荒川村、上山口村、下山口村、北目村、十五町目村、長橋村、川中子村、内町村、小島村、御台境村、北好間村、高坂村、御厩村、綴村、下好間村、上好間村、今新田村、小谷作村、山崎村、南白土村、菅波村、中山村、谷川瀬村、下荒川村、北白土村、薄磯村、町分村 |
| 藩領         | 陸奥湯長谷藩     | 25村 | 下湯長谷村、大原村、関村、馬玉村、水野谷村、長孫村、中藤原村、下藤原村、島村、南富岡村、上藤原村、北白鳥村、熊野堂村、南白鳥村、上蔵持村、下蔵持村、久保村、大利村、榊小屋村、白水村、宮村、高野村、豊間村、江名村、上湯長谷村 |
| 藩領         | 常陸笠間藩       | 14村 | 渡戸村、中寺村、下市萱村、上市萱村、上三坂村、中三坂村、差塩村、下三坂上村、下三坂下村、塩田村、高萩村、三島村、上北方村、下北方村 |
| 藩領         | 陸奥棚倉藩       | 1村 | 西小川村 |
| 幕府領・藩領 | 幕府領・湯長谷藩 | 1村 | 岩ヶ岡村 |

- 慶応2年6月19日（1866年7月30日） - 棚倉藩が武蔵川越藩に転封。陸奥白河藩が棚倉藩に転封。
- 慶応4年
  - 2月1日（1868年2月23日） - 棚倉藩が白河藩に転封（実行されず）。
  - 8月8日（1868年9月23日） - 戊辰戦争後の処分により、幕府領・磐城平藩領・棚倉藩領が磐城平民政局の管轄となる。
- 明治元年
  - 12月7日（1869年1月19日）
    - 陸奥国が分割され、本郡は磐城国の所属となる。
    - 磐城平藩の減封にともなう領地替えのため、幕府領の一部（下大越村、上大越村、藤間村、荒田目村）が磐城平藩領となる。
    - 棚倉藩領および磐城平藩領の一部（下矢田村、飯田村、三沢村、中之作村、沼ノ内村、神谷作村、上山口村、下山口村、薄磯村および吉野谷村の一部）が磐城中村藩・常陸笠間藩取締地となる。中村藩取締地は桑折県を称した[6]。

  - 12月24日（1869年2月5日） - 白河藩が棚倉藩に転封のうえ減封（現状に即した形となる）。
  - 8月7日（1869年9月12日） - 幕府領と中村藩・笠間藩取締地が白河県の管轄となる。
- 明治4年
  - 7月14日（1871年8月29日） - 廃藩置県により藩領が磐城平県・湯長谷県・笠間県となる。
  - 11月2日（1871年12月13日） - 第1次府県統合により平県の管轄となる。
  - 11月29日（1872年1月9日） - 平県が磐前県に改称。
- 明治7年（1874年） - 上北方村、下北方村の所属郡が石川郡に変更[7]。（109村）
- 明治9年（1876年）8月21日 - 第2次府県統合により福島県の管轄となる。
- 明治12年（1879年）（110村）
  - 1月27日 - 郡区町村編制法の福島県での施行により行政区画としての磐前郡が発足。「菊多磐前磐城郡役所」が平町に設置され、菊多郡・磐城郡とともに管轄。
  - 菊多郡西郷村、磐城郡赤井村の所属郡が当郡に変更。
  - 久保町村が北好間村に合併。
- 明治13年（1880年） - 北白鳥村・熊野堂村・南白鳥村が合併して白鳥村となる。（108村）
- 明治14年（1881年）（104村）
  - 上船尾村・関村が合併して関船村となる。
  - 中島村・米野村・中町村・西町村が合併して小名浜村となる。
- 明治15年（1882年）（101村）
  - 中藤原村・下藤原村・上藤原村が合併して藤原村となる。
  - 下三坂上村・下三坂下村が合併して下三坂村となる。
- 明治16年（1883年） - 北目村・十五町目村・長橋村・町分村が合併して平町となる。（1町97村）

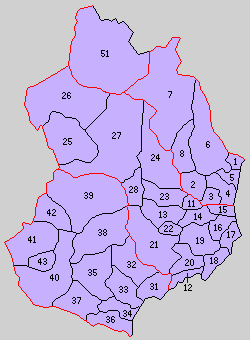
11.平町 12.小名浜町 13.内郷村 14.飯野村 15.夏井村 16.高久村 17.豊間村 18.江名村 19.鹿島村 20.玉川村 21.磐崎村 22.湯本村 23.好間村 24.赤井村 25.沢渡村 26.三阪村 27.永戸村 28.箕輪村（紫：いわき市 1 - 8は磐城郡 31 - 43は菊多郡 51は楢葉郡川前村）

- 明治22年（1889年）4月1日 - 町村制の施行により以下の町村が発足。全域が現・いわき市。（2町16村）
  - 平町（単独町制）
  - 小名浜町（小名浜村が単独町制）
  - 内郷村 ← 小島村、御台境村、御厩村、高坂村、内町村、綴村、白水村、宮村
  - 飯野村 ← 南白土村、北白土村、谷川瀬村、上荒川村、下荒川村、中山村、小泉村、吉野谷村、上高久村
  - 夏井村 ← 上大越村、下大越村、荒田目村、山崎村、菅波村、藤間村
  - 高久村 ← 下高久村、上山口村、下山口村、神谷作村
  - 豊間村 ← 薄磯村、豊間村、沼ノ内村
  - 江名村 ← 江名村、中之作村、永崎村、下神白村、上神白村
  - 鹿島村 ← 上矢田村、下矢田村、松久須根村、三沢村、米田村、下蔵持村、上蔵持村、走熊村、久保村、船戸村、飯田村、御代村
  - 玉川村 ← 岡小名村、大原村、住吉村、金成村、林城村、岩出村、野田村、相子島村、南富岡村、島村
  - 磐崎村 ← 水野谷村、関船村、下船尾村、下湯長谷村、上湯長谷村、藤原村、馬玉村、長孫村、白鳥村、西郷村、岩ヶ岡村
  - 湯本村（単独村制）
  - 好間村 ← 上好間村、中好間村、下好間村、北好間村、今新田村、川中子村、愛谷村、小谷作村
  - 赤井村 ← 三島村、高萩村、西小川村、赤井村、塩田村
  - 沢渡村 ← 中寺村、下市萱村、上市萱村
  - 三阪村 ← 上三坂村、中三坂村、下三坂村、差塩村
  - 永戸村 ← 合戸村、渡戸村、上永井村、下永井村
  - 箕輪村 ← 高野村、榊小屋村、大利村
- 明治29年（1896年）4月1日 - 菊多郡・磐前郡・磐城郡および楢葉郡の一部（川前村）の区域をもって石城郡が発足。同日磐前郡廃止。

### 変遷表
| 藩政期         | 明治16年   | 明治22年4月1日 | 明治22年 - 明治28年 | 明治29年4月1日  | 現在     |
| -------------- | ---------- | -------------- | ------------------- | --------------- | -------- |
| 北目村         | 平町       | 平町           | 平町                | 石城郡 平町     | いわき市 |
| 十五町目村     | 平町       | 平町           | 平町                | 石城郡 平町     | いわき市 |
| 長橋村         | 平町       | 平町           | 平町                | 石城郡 平町     | いわき市 |
| 町分村         | 平町       | 平町           | 平町                | 石城郡 平町     | いわき市 |
| 上荒川村       | 上荒川村   | 飯野村         | 飯野村              | 石城郡 飯野村   | いわき市 |
| 下荒川村       | 下荒川村   | 飯野村         | 飯野村              | 石城郡 飯野村   | いわき市 |
| 小泉村         | 小泉村     | 飯野村         | 飯野村              | 石城郡 飯野村   | いわき市 |
| 北白土村       | 北白土村   | 飯野村         | 飯野村              | 石城郡 飯野村   | いわき市 |
| 南白土村       | 南白土村   | 飯野村         | 飯野村              | 石城郡 飯野村   | いわき市 |
| 中山村         | 中山村     | 飯野村         | 飯野村              | 石城郡 飯野村   | いわき市 |
| 谷川瀬村       | 谷川瀬村   | 飯野村         | 飯野村              | 石城郡 飯野村   | いわき市 |
| 吉野谷村       | 吉野谷村   | 飯野村         | 飯野村              | 石城郡 飯野村   | いわき市 |
| 上高久村       | 上高久村   | 飯野村         | 飯野村              | 石城郡 飯野村   | いわき市 |
| 下高久村       | 下高久村   | 高久村         | 高久村              | 石城郡 高久村   | いわき市 |
| 神谷作村       | 神谷作村   | 高久村         | 高久村              | 石城郡 高久村   | いわき市 |
| 上山口村       | 上山口村   | 高久村         | 高久村              | 石城郡 高久村   | いわき市 |
| 下山口村       | 下山口村   | 高久村         | 高久村              | 石城郡 高久村   | いわき市 |
| 豊間村         | 豊間村     | 豊間村         | 豊間村              | 石城郡 豊間村   | いわき市 |
| 薄磯村         | 薄磯村     | 豊間村         | 豊間村              | 石城郡 豊間村   | いわき市 |
| 沼之内村       | 沼之内村   | 豊間村         | 豊間村              | 石城郡 豊間村   | いわき市 |
| 荒田目村       | 荒田目村   | 夏井村         | 夏井村              | 石城郡 夏井村   | いわき市 |
| 上大越村       | 上大越村   | 夏井村         | 夏井村              | 石城郡 夏井村   | いわき市 |
| 下大越村       | 下大越村   | 夏井村         | 夏井村              | 石城郡 夏井村   | いわき市 |
| 菅波村         | 菅波村     | 夏井村         | 夏井村              | 石城郡 夏井村   | いわき市 |
| 藤間村         | 藤間村     | 夏井村         | 夏井村              | 石城郡 夏井村   | いわき市 |
| 山崎村         | 山崎村     | 夏井村         | 夏井村              | 石城郡 夏井村   | いわき市 |
| 〔城〕赤井村   | 赤井村     | 赤井村         | 赤井村              | 石城郡 赤井村   | いわき市 |
| 西小川村       | 西小川村   | 赤井村         | 赤井村              | 石城郡 赤井村   | いわき市 |
| 塩田村         | 塩田村     | 赤井村         | 赤井村              | 石城郡 赤井村   | いわき市 |
| 高萩村         | 高萩村     | 赤井村         | 赤井村              | 石城郡 赤井村   | いわき市 |
| 三島村         | 三島村     | 赤井村         | 赤井村              | 石城郡 赤井村   | いわき市 |
| 中町村         | 小名浜村   | 小名浜町       | 小名浜町            | 石城郡 小名浜町 | いわき市 |
| 西町村         | 小名浜村   | 小名浜町       | 小名浜町            | 石城郡 小名浜町 | いわき市 |
| 中島村         | 小名浜村   | 小名浜町       | 小名浜町            | 石城郡 小名浜町 | いわき市 |
| 米野村         | 小名浜村   | 小名浜町       | 小名浜町            | 石城郡 小名浜町 | いわき市 |
| 相子島村       | 相子島村   | 玉川村         | 玉川村              | 石城郡 玉川村   | いわき市 |
| 岩出村         | 岩出村     | 玉川村         | 玉川村              | 石城郡 玉川村   | いわき市 |
| 大原村         | 大原村     | 玉川村         | 玉川村              | 石城郡 玉川村   | いわき市 |
| 岡小名村       | 岡小名村   | 玉川村         | 玉川村              | 石城郡 玉川村   | いわき市 |
| 金成村         | 金成村     | 玉川村         | 玉川村              | 石城郡 玉川村   | いわき市 |
| 島村           | 島村       | 玉川村         | 玉川村              | 石城郡 玉川村   | いわき市 |
| 住吉村         | 住吉村     | 玉川村         | 玉川村              | 石城郡 玉川村   | いわき市 |
| 南富岡村       | 南富岡村   | 玉川村         | 玉川村              | 石城郡 玉川村   | いわき市 |
| 野田村         | 野田村     | 玉川村         | 玉川村              | 石城郡 玉川村   | いわき市 |
| 林城村         | 林城村     | 玉川村         | 玉川村              | 石城郡 玉川村   | いわき市 |
| 飯田村         | 飯田村     | 鹿島村         | 鹿島村              | 石城郡 鹿島村   | いわき市 |
| 久保村         | 久保村     | 鹿島村         | 鹿島村              | 石城郡 鹿島村   | いわき市 |
| 上蔵持村       | 上蔵持村   | 鹿島村         | 鹿島村              | 石城郡 鹿島村   | いわき市 |
| 下蔵持村       | 下蔵持村   | 鹿島村         | 鹿島村              | 石城郡 鹿島村   | いわき市 |
| 米田村         | 米田村     | 鹿島村         | 鹿島村              | 石城郡 鹿島村   | いわき市 |
| 走熊村         | 走熊村     | 鹿島村         | 鹿島村              | 石城郡 鹿島村   | いわき市 |
| 船戸村         | 船戸村     | 鹿島村         | 鹿島村              | 石城郡 鹿島村   | いわき市 |
| 松久須根村     | 松久須根村 | 鹿島村         | 鹿島村              | 石城郡 鹿島村   | いわき市 |
| 三沢村         | 三沢村     | 鹿島村         | 鹿島村              | 石城郡 鹿島村   | いわき市 |
| 御代村         | 御代村     | 鹿島村         | 鹿島村              | 石城郡 鹿島村   | いわき市 |
| 上矢田村       | 上矢田村   | 鹿島村         | 鹿島村              | 石城郡 鹿島村   | いわき市 |
| 下矢田村       | 下矢田村   | 鹿島村         | 鹿島村              | 石城郡 鹿島村   | いわき市 |
| 江名村         | 江名村     | 江名村         | 江名村              | 石城郡 江名村   | いわき市 |
| 上神白村       | 上神白村   | 江名村         | 江名村              | 石城郡 江名村   | いわき市 |
| 下神白村       | 下神白村   | 江名村         | 江名村              | 石城郡 江名村   | いわき市 |
| 永崎村         | 永崎村     | 江名村         | 江名村              | 石城郡 江名村   | いわき市 |
| 中之作村       | 中之作村   | 江名村         | 江名村              | 石城郡 江名村   | いわき市 |
| 湯本村         | 湯本村     | 湯本村         | 湯本村              | 石城郡 湯本村   | いわき市 |
| 上湯長谷村     | 上湯長谷村 | 磐崎村         | 磐崎村              | 石城郡 磐崎村   | いわき市 |
| 下湯長谷村     | 下湯長谷村 | 磐崎村         | 磐崎村              | 石城郡 磐崎村   | いわき市 |
| 岩ヶ岡村       | 岩ヶ岡村   | 磐崎村         | 磐崎村              | 石城郡 磐崎村   | いわき市 |
| 長孫村         | 長孫村     | 磐崎村         | 磐崎村              | 石城郡 磐崎村   | いわき市 |
| 北白鳥村       | 白鳥村     | 磐崎村         | 磐崎村              | 石城郡 磐崎村   | いわき市 |
| 南白鳥村       | 白鳥村     | 磐崎村         | 磐崎村              | 石城郡 磐崎村   | いわき市 |
| 熊野堂村       | 白鳥村     | 磐崎村         | 磐崎村              | 石城郡 磐崎村   | いわき市 |
| 関村           | 関船村     | 磐崎村         | 磐崎村              | 石城郡 磐崎村   | いわき市 |
| 上船尾村       | 関船村     | 磐崎村         | 磐崎村              | 石城郡 磐崎村   | いわき市 |
| 下船尾村       | 下船尾村   | 磐崎村         | 磐崎村              | 石城郡 磐崎村   | いわき市 |
| 上藤原村       | 藤原村     | 磐崎村         | 磐崎村              | 石城郡 磐崎村   | いわき市 |
| 中藤原村       | 藤原村     | 磐崎村         | 磐崎村              | 石城郡 磐崎村   | いわき市 |
| 下藤原村       | 藤原村     | 磐崎村         | 磐崎村              | 石城郡 磐崎村   | いわき市 |
| 馬玉村         | 馬玉村     | 磐崎村         | 磐崎村              | 石城郡 磐崎村   | いわき市 |
| 水野谷村       | 水野谷村   | 磐崎村         | 磐崎村              | 石城郡 磐崎村   | いわき市 |
| 〔菊〕上西郷村 | 西郷村     | 磐崎村         | 磐崎村              | 石城郡 磐崎村   | いわき市 |
| 〔菊〕下西郷村 | 西郷村     | 磐崎村         | 磐崎村              | 石城郡 磐崎村   | いわき市 |
| 綴村           | 綴村       | 内郷村         | 内郷村              | 石城郡 内郷村   | いわき市 |
| 内町村         | 内町村     | 内郷村         | 内郷村              | 石城郡 内郷村   | いわき市 |
| 小島村         | 小島村     | 内郷村         | 内郷村              | 石城郡 内郷村   | いわき市 |
| 白水村         | 白水村     | 内郷村         | 内郷村              | 石城郡 内郷村   | いわき市 |
| 高坂村         | 高坂村     | 内郷村         | 内郷村              | 石城郡 内郷村   | いわき市 |
| 御台境村       | 御台境村   | 内郷村         | 内郷村              | 石城郡 内郷村   | いわき市 |
| 御厩村         | 御厩村     | 内郷村         | 内郷村              | 石城郡 内郷村   | いわき市 |
| 宮村           | 宮村       | 内郷村         | 内郷村              | 石城郡 内郷村   | いわき市 |
| 高野村         | 高野村     | 箕輪村         | 箕輪村              | 石城郡 箕輪村   | いわき市 |
| 大利村         | 大利村     | 箕輪村         | 箕輪村              | 石城郡 箕輪村   | いわき市 |
| 榊小屋村       | 榊小屋村   | 箕輪村         | 箕輪村              | 石城郡 箕輪村   | いわき市 |
| 上好間村       | 上好間村   | 好間村         | 好間村              | 石城郡 好間村   | いわき市 |
| 中好間村       | 中好間村   | 好間村         | 好間村              | 石城郡 好間村   | いわき市 |
| 下好間村       | 下好間村   | 好間村         | 好間村              | 石城郡 好間村   | いわき市 |
| 久保町村       | 下好間村   | 好間村         | 好間村              | 石城郡 好間村   | いわき市 |
| 北好間村       | 北好間村   | 好間村         | 好間村              | 石城郡 好間村   | いわき市 |
| 愛谷村         | 愛谷村     | 好間村         | 好間村              | 石城郡 好間村   | いわき市 |
| 今新田村       | 今新田村   | 好間村         | 好間村              | 石城郡 好間村   | いわき市 |
| 小谷作村       | 小谷作村   | 好間村         | 好間村              | 石城郡 好間村   | いわき市 |
| 川中子村       | 川中子村   | 好間村         | 好間村              | 石城郡 好間村   | いわき市 |
| 上市萱村       | 上市萱村   | 沢渡村         | 沢渡村              | 石城郡 沢渡村   | いわき市 |
| 下市萱村       | 下市萱村   | 沢渡村         | 沢渡村              | 石城郡 沢渡村   | いわき市 |
| 中寺村         | 中寺村     | 沢渡村         | 沢渡村              | 石城郡 沢渡村   | いわき市 |
| 上永井村       | 上永井村   | 永戸村         | 永戸村              | 石城郡 永戸村   | いわき市 |
| 下永井村       | 下永井村   | 永戸村         | 永戸村              | 石城郡 永戸村   | いわき市 |
| 合戸村         | 合戸村     | 永戸村         | 永戸村              | 石城郡 永戸村   | いわき市 |
| 渡戸村         | 渡戸村     | 永戸村         | 永戸村              | 石城郡 永戸村   | いわき市 |
| 上三阪村       | 上三阪村   | 三阪村         | 三阪村              | 石城郡 三阪村   | いわき市 |
| 中三阪村       | 中三阪村   | 三阪村         | 三阪村              | 石城郡 三阪村   | いわき市 |
| 下三阪上村     | 下三阪村   | 三阪村         | 三阪村              | 石城郡 三阪村   | いわき市 |
| 下三阪下村     | 下三阪村   | 三阪村         | 三阪村              | 石城郡 三阪村   | いわき市 |
| 差塩村         | 差塩村     | 三阪村         | 三阪村              | 石城郡 三阪村   | いわき市 |

〔城〕－磐城郡所属、〔菊〕－菊多郡所属

## 行政
菊多・磐前・磐城郡長
| 代 | 氏名 | 就任年月日                | 退任年月日                | 備考                                   |
| -- | ---- | ------------------------- | ------------------------- | -------------------------------------- |
| 1  |      | 明治12年（1879年）1月27日 |                           |                                        |
|    |      |                           | 明治29年（1896年）3月31日 | 菊多郡・磐城郡との合併により磐前郡廃止 |